# Les Délices d'Alexandrine
 (mai 2019).
Si vous disposez d'ouvrages ou d'articles de référence ou si vous connaissez des sites web de qualité traitant du thème abordé ici, merci de compléter l'article en donnant les références utiles à sa vérifiabilité et en les liant à la section « Notes et références ».
Les Délices d'Alexandrine est un roman de Jean Anglade publié en 2009.

## Résumé
Dans le Velay, vers 1920, Pauline élève Marie, fille honteuse d'Alexandrine qui dirige les Délices du Velay, fabrique de fruits confits. En 33, Marie a 16 ans, Pauline meurt et Alexandrine reprend Marie. Elle découvre ses 2 demi-sœurs : Marguerite, 8 ans et Madeleine, 10 ans. Elle devient apprentie de sa mère. À 18 ans, elle devient détrameuse, enlevant les peltrames, pellicules intérieures des marrons cuits, et confiturière à 19. Vers 1950, elle reprend l'entreprise. En 1958, elle épouse son chauffeur Romuald et a Prunelle en 1959. En 1988, à 90 ans, juste avant de mourir, Alexandrine dit à Marie que son père était un curé exempté. Prunelle reprend les Délices et un de ses fils après elle.